# مارتن باين
مارتن باين (بالإنجليزية: Martin Bayne)‏ هو صحفي أمريكي، ولد في 1950.